# 热图利乌总统镇
热图利乌总统镇是巴西圣卡塔琳娜州的一个市镇。总面积295.65平方公里，总人口13651人，人口密度46.2人/平方公里。